# دهستان پشت‌رود
دهستان پشت‌رود، یکی از دهستان‌های بخش مرکزی شهرستان نرماشیر در استان کرمان ایران است. مرکز این دهستان، روستای قاسم‌آباد است.

## جمعیت
بر پایه سرشماری عمومی نفوس و مسکن در سال ۱۳۹۵، جمعیت دهستان پشت‌رود برابر با ۱۴٬۳۹۷ نفر بوده است.